# NGC 3727
NGC 3727 is een lensvormig sterrenstelsel in het sterrenbeeld Beker. Het hemelobject werd in 1886 ontdekt door de Amerikaanse astronoom Francis Preserved Leavenworth.

## Synoniemen
- NPM1G -13.0331
- PGC 35697